# Labeo dyocheilus
Der Brahmaputra Labeo (Labeo dyocheilus),Assamese - Xilghoria (শিলঘৰীয়া) und auf Bengali  গুড়া মাছ  und Hindi भोला oft Boalla genannt, ist ein mittelgroßer Karpfenfisch aus dem indischen und indochinesischen Raum.

## Beschreibung
Der Brahmaputra Labeo besitzt einen kräftigen Körper, große Schuppen  und Flossen mit einem rötlichen Saum. Der Rücken ist dunkelbraun und die Augen sind rötlich. Labeo dyocheilus besitzt ein großes Maul mit perlartigem Laichausschlag an der Maulpartie. Er kann bis zu 90 Zentimeter lang werden.
Im thailändischen Srinakarin Reservoir wurde ein Exemplar von 5 Kilogramm Gewicht mit der Angel gefangen.

## Verbreitung und Lebensraum
Der Brahmaputra Labeo kommt in Pakistan, Bangladesch und Nepal vor, also in den Flusssystemen von Indus und Meghna (das Ganges und Brahmaputra umfasst), außerdem in denen des Salween, Mae Nam Chao Phraya, Mae Nam Mae Klong und Mekong. Er bevorzugt klare und schnell strömende Gewässerabschnitte, ist aber auch im brackwasserhaltigen Mekong-Delta zu finden.

## Lebensweise
Über die Lebensweise des Brahmaputra Labeo ist wenig bekannt.